# Гош-конформація
Гош-конформа́ція (рос. гош-конформация, англ. gauche conformation) — конформація, при якій замісники при сусідніх атомах C чи іншого елемента розташовані так, що у проєкції Ньюмена кути між напрямками зв'язків ближчого й дальшого замісника дорівнюють 60°.
Синонім — синклінальна конформація.

## Гош-ефект
- 1. Стабілізація гош-конформацій (синклінальних) у двовуглецевих ланках, зв'язаних віцинально з електронегативними елементами, наприклад, 1,2-дифлуороетан.
- 2. Дестабілізація гош-конформацій (синклінальних) у двовуглецевих ланках, зв'язаних віцинально з великими м'якими, здатними до поляризації, атомами елементів таких, як наприклад, Сульфур чи Бром.